# 川﨑昭一郎
川﨑 昭一郎（かわさき しょういちろう、1932年 - 2022年11月3日）は、素粒子と場の理論、重力の量子論などを専門とした日本の物理学者、千葉大学名誉教授。平和運動家としても知られ、第五福竜丸の保存運動に深く関わり、財団法人第五福竜丸平和協会会長なども務めた。

## 経歴
東京府中野生まれ。
東京大学理学部物理学科の3年生だった1954年、第五福竜丸の被曝事件後、湯川秀樹が科学者の平和運動を鼓舞した講演に接し、影響を受ける。学部4年の時には理学部学生自治会委員長となり、原水爆実験反対運動に取り組んだ。
その後、大学院に進み、1961年に「相対論的電子ガスの理論」により理学博士を取得した。
千葉大学の教員となり、1984年に教授へと昇任して（千葉大学素粒子理論研究室初代教授）、1994年8月から1998年3月にかけては理学部長を務めた。
1998年に千葉大学を定年退職し、名誉教授となった。
学生時代以来、一貫して「科学者の社会的責任」として、平和や核軍縮を訴える活動に関わり続け、国内外の様々な科学者会議に参加した。特に、第五福竜丸の保存運動には初期から深く関わり、1991年には財団法人第五福竜丸平和協会会長に就任した。

## 家族
2004年からピースボート共同代表を務めている川崎哲は、川崎昭一郎の息子である。

## おもな著書

### 単著
- 第五福竜丸 ビキニ事件を現代に問う、岩波書店（岩波ブックレット NO. 628）、2004年

### 監修
- 第五福竜丸とともに 被爆者から21世紀の君たちへ、新科学出版社、2001年
- フィールドワーク第五福竜丸展示館 学び・調べ・考えよう、平和文化、2007年
- 五福竜丸は航海中 ビキニ水爆被災事件と被ばく漁船60年の記録 ビキニ水爆実験被災・第五福竜丸被ばく60年記念出版、第五福竜丸平和協会、2014年